# سیاست‌های چپ میانه

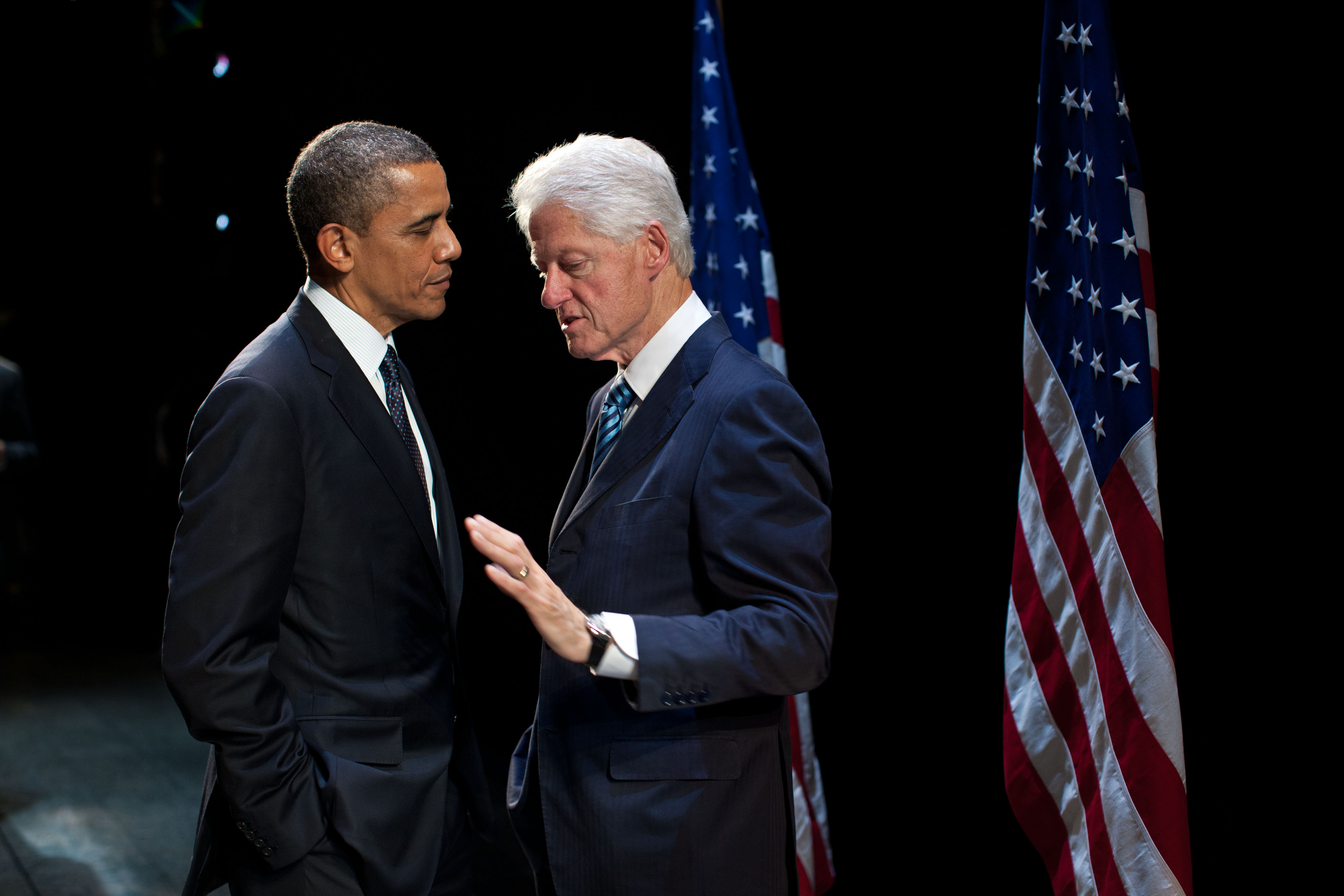
باراک اوباما به همراه بیل کلینتون، هر دو از اعضای چپ میانه.

چپ میانه یا سیاست میانه متمایل به چپ (به انگلیسی: Left of Centre politics) یا (در اصطلاح آمریکایی center-left politics)، اشاره به پایبندی و پیروی از سیاست میانه‌گرایی ولی هواداری از دیدگاه‌های متمایل به جناح چپ آن دیدگاه است. در لفظ آمریکایی مفهوم چپ میانه؛ پایبندی به دیدگاه چپ اما نزدیک به مرکز آن دیدگاه در طیف سیاسی چپ-راست است. طرف‌داران چپ میانه گرایی به کار و فعالیت در درون نظام موجود به منظور بهبود عدالت اجتماعی باور دارند. چپ میانه در راه ترویج ایده‌های برابری اجتماعی؛ که معتقد است از طریق ترویج فرصت‌های برابر دست یافتنی هستند می‌کوشد. چپ میانه معتقد و خواستار ارتقای شانس مساوات طلبی است؛ «دستیابی به برابری، نیازمند داشتن مسئولیت شخصی در حوزه‌های در کنترل خود فرد؛ از طریق توانایی‌ها و استعدادهای او، و نیز وجود مسئولیت اجتماعی (از سوی جامعه) در حوزه‌های خارج از کنترل افراد در توانایی‌ها یا استعدادهای آنهاست.»
چپ میانه مخالف با بودن یک شکاف گسترده بین غنی و فقیر است و از اقداماتی متعادل و میانه‌گرایانه به منظور کاهش فاصلهٔ اقتصادی از جمله؛ برقراری مالیات بر درآمد پلکانی، قوانین منع کار کودکان، قوانین حداقل دستمزد، قوانین تنظیم شرایط کاری، محدودیت در ساعات کار، و قوانین برای اطمینان از حق کارگران برای سازماندهی خود حمایت می‌کند. چپ میانه، برخلاف چپ تندرو معمولاً ادعا می‌کند که برابری کامل نتیجه ممکن نیست، اما به جای آن فرصت‌های برابر است که گامی در راه بهبود برابری نتیجه در جامعه است.
در اروپا، چپ میانه شامل سوسیال دموکرات‌ها، لیبرال اجتماعی، سیاست‌های سبز، ترقی‌خواهی و همچنین برخی از سوسیالیست‌های دموکراتیک است. برخی لیبرال‌های اجتماعی به عنوان چپ میانه توصیف شده‌اند، و همچنین بسیاری از لیبرال‌های اجتماعی در مرکز طیف سیاسی قرار دارند.

## پیشینه
اصطلاح "چپ میانه" در طی سلطنت ژوئیه فرانسه که در دههٔ ۱۸۳۰ پدید آمد، یک دورهٔ تحول و تغییر سیاسی و تاریخی در دوران فرانسهٔ پادشاهی، زمانی که نظام حکومتی دودمان اورلئان تحت یک سیستم تقریباً پارلمانی حاکم بود.